# Jesé
Jesé Rodríguez Ruiz (phát âm tiếng Tây Ban Nha: [xeˈse roˈðɾiɣeθ ˈrwiθ]; sinh ngày 26 tháng 2 năm 1993), còn gọi là Jesé Rodríguez hay đơn giản là Jesé, là cầu thủ bóng đá chuyên nghiệp người Tây Ban Nha, chơi ở vị trí tiền đạo cho câu lạc bộ Johor Darul Ta'zim.
Xuất thân từ lò đào tạo của Real Madrid, Jesé đá chuyên nghiệp lần đầu năm 2011 và có 94 lần ra sân, ghi 18 bàn. Trong thời gian ở Madrid, sự nghiệp của anh bị gián đoạn bởi chấn thương đầu gối nghiêm trọng năm 2014. Anh giành 2 chức vô địch Champions League, cũng như vô địch La Liga, giải vô địch thế giới các câu lạc bộ, Cúp Nhà vua Tây Ban Nha. Jesé rời Real Madrid năm 2016 để gia nhập Paris Saint-Germain với phí chuyển nhượng 25 triệu euro, sau đó trở về Tây Ban Nha gia nhập Las Palmas theo dạng cho mượn với thời hạn 6 tháng cuối mùa giải. Jesé sau đó thi đấu tại Premier League cho Stoke City theo dạng cho mượn vào mùa 2017–18 và sau đó Betis nửa sau mùa giải La Liga 2018–19
Ở sự nghiệp quốc, Jesé ra sân 36 lần ở cấp độ trẻ từ U-16 đến U-21 Tây Ban Nha, ghi 16 bàn. Anh vô địch giải vô địch U-19 châu Âu năm 2012 và giành chiếc giày vàng của giải đấu cho cầu thủ ghi nhiều bàn nhất.

## Thống kê sự nghiệp
Tính đến 8 tháng 5 năm 2023
| Câu lạc bộ           | Mùa giải            | Giải đấu            | Giải đấu | Giải đấu | Cúp quốc gia | Cúp quốc gia | Cúp liên đoàn | Cúp liên đoàn | Châu Âu | Châu Âu | Khác | Khác | Tổng cộng | Tổng cộng |
| Câu lạc bộ           | Mùa giải            | Hạng đấu            | Trận     | Bàn      | Trận         | Bàn          | Trận          | Bàn           | Trận    | Bàn     | Trận | Bàn  | Trận      | Bàn       |
| -------------------- | ------------------- | ------------------- | -------- | -------- | ------------ | ------------ | ------------- | ------------- | ------- | ------- | ---- | ---- | --------- | --------- |
| Real Madrid Castilla | 2010–11             | Segunda División B  | 3        | 0        | —            | —            | —             | —             | —       | —       | —    | —    | 3         | 0         |
| Real Madrid Castilla | 2011–12             | Segunda División B  | 36       | 9        | —            | —            | —             | —             | —       | —       | 3    | 2    | 39        | 11        |
| Real Madrid Castilla | 2012–13             | Segunda División    | 38       | 22       | —            | —            | —             | —             | —       | —       | —    | —    | 38        | 22        |
| Real Madrid Castilla | Tổng cộng           | Tổng cộng           | 77       | 31       | —            | —            | —             | —             | —       | —       | 3    | 2    | 80        | 33        |
| Real Madrid          | 2011–12             | La Liga             | 1        | 0        | 1            | 0            | —             | —             | 0       | 0       | 0    | 0    | 2         | 0         |
| Real Madrid          | 2013–14             | La Liga             | 18       | 5        | 8            | 3            | —             | —             | 5       | 0       | 0    | 0    | 31        | 8         |
| Real Madrid          | 2014–15             | La Liga             | 16       | 3        | 3            | 1            | —             | —             | 3       | 0       | 1    | 0    | 23        | 4         |
| Real Madrid          | 2015–16             | La Liga             | 28       | 5        | 1            | 0            | —             | —             | 9       | 1       | —    | —    | 38        | 6         |
| Real Madrid          | Tổng cộng           | Tổng cộng           | 63       | 13       | 13           | 4            | —             | —             | 17      | 1       | 1    | 0    | 94        | 18        |
| Paris Saint-Germain  | 2016–17             | Ligue 1             | 9        | 1        | 0            | 0            | 1             | 1             | 4       | 0       | 0    | 0    | 14        | 2         |
| Paris Saint-Germain  | 2018–19             | Ligue 1             | 0        | 0        | 1            | 0            | 0             | 0             | 0       | 0       | 0    | 0    | 1         | 0         |
| Paris Saint-Germain  | 2019–20             | Ligue 1             | 1        | 0        | 0            | 0            | 0             | 0             | 0       | 0       | 0    | 0    | 1         | 0         |
| Paris Saint-Germain  | 2020–21             | Ligue 1             | 2        | 0        | 0            | 0            | —             | —             | 0       | 0       | 0    | 0    | 2         | 0         |
| Paris Saint-Germain  | Tổng cộng           | Tổng cộng           | 12       | 1        | 1            | 0            | 1             | 1             | 4       | 0       | 0    | 0    | 18        | 2         |
| Las Palmas (mượn)    | 2016–17             | La Liga             | 16       | 3        | 0            | 0            | —             | —             | —       | —       | —    | —    | 16        | 3         |
| Stoke City (mượn)    | 2017–18             | Premier League      | 13       | 1        | 0            | 0            | 0             | 0             | —       | —       | —    | —    | 13        | 1         |
| Real Betis (mượn)    | 2018–19             | La Liga             | 14       | 2        | 2            | 0            | —             | —             | 2       | 0       | 0    | 0    | 18        | 2         |
| Sporting CP (mượn)   | 2019–20             | Primeira Liga       | 12       | 1        | 1            | 0            | 2             | 0             | 2       | 0       | 0    | 0    | 17        | 1         |
| Las Palmas           | 2020–21             | Segunda División    | 16       | 2        | 0            | 0            | —             | —             | —       | —       | 0    | 0    | 16        | 2         |
| Las Palmas           | 2021–22             | Segunda División    | 41       | 11       | 0            | 0            | —             | —             | —       | —       | 0    | 0    | 41        | 11        |
| Las Palmas           | Tổng cộng           | Tổng cộng           | 57       | 13       | 0            | 0            | —             | —             | —       | —       | 0    | 0    | 57        | 13        |
| Ankaragücü           | 2022–23             | Süper Lig           | 14       | 2        | 2            | 3            | —             | —             | —       | —       | —    | —    | 16        | 5         |
| Sampdoria            | 2022–23             | Serie A             | 11       | 1        | —            | —            | —             | —             | —       | —       | —    | —    | 11        | 1         |
| Coritiba             | 2023                | Série A             | 6        | 1        | —            | —            | —             | —             | —       | —       | —    | —    | 6         | 1         |
| Tổng cộng sự nghiệp  | Tổng cộng sự nghiệp | Tổng cộng sự nghiệp | 295      | 69       | 19           | 7            | 3             | 1             | 21      | 1       | 1    | 0    | 345       | 78        |

1. ↑  Bao gồm Copa del Rey, Coupe de France, FA Cup, Taça de Portugal và Turkish Cup
2. ↑  Bao gồm Coupe de la Ligue, EFL Cup và Taça da Liga
3. ↑  Số lần ra sân tại play-offs lên hạng
4. 1 2 3 4  Số lần ra sân tại UEFA Champions League
5. ↑  Số lần ra sân tại FIFA Club World Cup
6. 1 2  Số lần ra sân tại UEFA Europa League

## Danh hiệu
Real Madrid
- La Liga: 2011–12[6]
- Copa del Rey: 2013–14[7]
- UEFA Champions League: 2013–14, 2015–16[8][9]
- FIFA Club World Cup: 2014[10]

Real Madrid Castilla
- Segunda División B: 2011–12[11]

Paris Saint-Germain
- Ligue 1: 2019–20[12]
- Coupe de la Ligue: 2016–17[13]

U-17 Tây Ban Nha
- UEFA European Under-17 Championship á quân: 2010[14]

U-19 Tây Ban Nha
- UEFA European Under-19 Championship: 2012[15]

Cá nhân
- UEFA European Under-17 Championship Đội hình xuất sắc nhất giải: 2010[16]
- Chiếc giày vàng UEFA European Under-19 Championship: 2012[15]
- UEFA European Under-19 Championship: 2012[17]
- Segunda División: Zarra Trophy 2013[18]
- FIFA U-20 World Cup: Chiếc giày đồng 2013[19]